# 연은전
연은전(延恩殿)은 경복궁 서북쪽에 있던 의경세자의 사당을 말한다. 1471년(성종 2년) 건립되었다.